# Marcelo Pagani
Marcelo Ernesto Pagani (* 19. August 1941 in Santa Fe) ist ein ehemaliger argentinischer Fußballspieler, der auch in Italien tätig war und mit der Nationalmannschaft seines Heimatlandes an der Fußball-Weltmeisterschaft 1962 teilnahm.

## Karriere

### Vereinskarriere
Marcelo Pagani, geboren im Jahre 1941 in Santa Fe, einer Provinzhauptstadt im nordöstlichen Argentinien, startete seine fußballerische Laufbahn bei Rosario Central. Bei dem 1889 ins gegründeten Verein stand Pagani, der auf der Position eines Angreifers spielte, bis ins Jahr 1961 unter Vertrag. Fünf Jahre nach seinem Abschied aus Rosario kehrte er 1966 noch einmal zu Central zurück, machte noch ein paar Spiele und kommt insgesamt auf 67 Ligaspiele für den Klub. Einen Titel konnte Pagani mit Rosario Central jedoch nicht gewinnen, erst 1971 konnte sich Rosario zum ersten Mal zum argentinischen Meister krönen. Doch zu diesem Zeitpunkt war Marcelo Pagani nicht mehr im Estadio Gigante de Arroyito aktiv, er ließ 1969 seine Laufbahn bei Audax Italiano La Florida in Chile ausklingen. Zuvor war er auch einige Jahre in Europas damaliger Topliga Serie A in Italien angestellt. Im Sommer 1962 wechselte er von River Plate, wo er 1962 in dreißig Ligaspielen gekickt hatte, zu Inter Mailand, wo er unter Trainer Helenio Herrera, im Übrigen selbst Argentinier, zu keinem einzigen Ligaspiel kam. Trotzdem feierte Marcelo Pagani im Trikot der Nerazzurri den größten Erfolg seiner Karriere, als man in der Saison 1962/63 italienischer Meister wurde. Da er jedoch nicht zum Zuge kam, ging Pagani nach der Spielzeit zum FC Messina nach Sizilien, wo als Aufsteiger der Klassenerhalt erlangt wurde. Marcelo Pagani machte allerdings nur zwölf von dreißig möglichen Ligaspielen und schloss sich für die Saison 1964/65 Ozo Mantova, das damals auch erstklassig war, an. Doch auch in Mantua konnte sich der Angreifer nicht richtig durchsetzen und machte ebenfalls nur zwölf Spiele im Ligabetrieb, der Verein musste nach Ende der Saison als Tabellenletzter in die Serie B absteigen.

### Nationalmannschaft
In den Jahren 1961 und 1962 wurde Marcelo Pagani als Spieler von Rosario Central und River Plate in sechs Länderspielen der argentinischen Fußballnationalmannschaft eingesetzt. Von Nationaltrainer Juan Carlos Lorenzo wurde er ins Aufgebot der Südamerikaner für die Fußball-Weltmeisterschaft 1962 im Nachbarland Chile berufen. Bei dem Turnier wurde er in zwei der drei Spiele seiner Mannschaft eingesetzt. Während Pagani sowohl beim 1:0 im ersten Gruppenspiel gegen WM-Neuling Bulgarien als auch im letzten solchen, dem torlosen Remis gegen Ungarn, im Angriff Argentiniens auf dem Platz stand, verpasste er das zweite Spiel gegen England, das seine Mannschaft prompt mit 1:3 verlor.